# Joe Wright
Joe Wright (Londen, 25 augustus 1972) is een Brits filmregisseur.
Hij regisseerde onder meer de films Pride and Prejudice, Atonement, The Soloist, en Hanna. Hij won een BAFTA Award als beste nieuwkomer (regisseur).

## Filmografie
- 1997: Crocodile Snap (korte film)
- 1998: The End (korte film)
- 2005: Pride and Prejudice
- 2007: Atonement
- 2009: The Soloist
- 2011: Hanna
- 2012: Anna Karenina
- 2015: Pan
- 2016: Black Mirror
- 2017: Darkest Hour
- 2021: The Woman in the Window
- 2021: Cyrano

### Privé
Wright was verloofd met Rosamund Pike die in zijn film Pride and Prejudice speelde. Maar in 2008 eindigde deze relatie. Hij was tot 2019 gehuwd met Anoushka Shankar, een bekend sitarspeelster en dochter van Ravi Shankar. Sinds 2018 is hij samen met actrice Haley Bennett.
- Biblioteca Nacional de España: XX4785132
- Bibliothèque nationale de France: cb15099856q (data)
- Gemeinsame Normdatei: 134248465
- International Standard Name Identifier: 0000 0001 1615 5195
- Library of Congress Control Number: nr2005030411
- Nationale Bibliotheek van Letland: 000349570
- MusicBrainz: 16179353-2075-456f-a6c1-1ec4709139bc
- Nationale Bibliotheek van Tsjechië: js20060203045
- Nationale Bibliotheek van Israël: 987007337345805171
- Nationale Bibliotheek van Polen: a0000002314024
- Nederlandse Thesaurus van Auteursnamen: 195006100
- SNAC: w64x8jdd
- Système universitaire de documentation: 108452859
- Virtual International Authority File: 306413792